# Полицейская история (фильм, 1985)
«Полицейская история» (кит. 警察故事, англ. Police Story) — полицейский комедийный боевик 1985 года. Режиссёр и исполнитель главной роли — Джеки Чан.

## Сюжет
Полицейские, в числе которых находится и Кевин Чан (Джеки Чан), организуют облаву на босса наркомафии Чу Тхоу в момент очередной сделки. Однако из-за беспечности одного из сотрудников, его видит бандит и даёт сигнал для срочного отъезда шефа. Начинается перестрелка, в суете которой Чу пытается скрыться на автобусе, захваченном его сообщниками. Однако Кевин бежит наперерез через холмы, пока автобус их огибает и успевает догнать и запрыгнуть на него. После непродолжительной потасовки с подручными Чу Тхоу, во время которой тот пытается сбежать, Кевин его задерживает. Чу пытается подкупить полицейского и ему это, кажется, удается, однако Кевин берет в руку чемодан с деньгами только для того, чтобы наркодилер его никуда не дел.
В участке полицейские отпускают только одну из задержанных - секретаршу Чу, Силену Фонг, при этом перед её выходом начальники полиции просят её остаться в кабинете, якобы для важного разговора, но удаляя оттуда её адвоката. Когда адвокат выходит из кабинета, ни шеф полиции, ни начальник участка ничего не говорят секретарше. Она в замешательстве и когда выходит, говорит адвокату правду - они ничего не сказали. Но тот ей не верит. Это и был план полиции: заставить Чу Тхоу поверить, что секретарша что-то сообщила полицейским и поэтому на суде она выступит в качестве свидетеля полиции. Тем самым они вынудят Чу предпринять действия против Фонг, чтобы та не смогла выступить в суде, а полиция это использует для убеждения Силены реально дать показания против Тхоу.
И вроде бы всё идёт по плану, Кевину поручают охранять Силену 24 часа в сутки, но она не пускает сержанта к себе домой и тот просит коллегу изобразить бандита Чу, пришедшего разобраться с секретаршей. Всё проходит гладко, Силена пугается и "бандит" уже почти ушел, как будто откинув Кевина, но в этот момент Силена его вырубает вазой. Пока он лежит без сознания, она снимает маску и видит его лицо, но оно ей незнакомо.
Тем временем Чу действительно просит своих бандитов разобраться с Силеной.
Под предлогом безопасности Кевин привозит Силену к себе домой, по дороге на них нападают люди Чу. Дома у полицейского его девушка, Мэй, организовала ему сюрприз. Когда они входят с секретаршей, Мэй устраивает скандал и уходит. Пока Кевин находится в другой комнате, Силена рассматривает его фото из полицейской академии и видит на одном из снимков "бандита", напавшего на неё у неё дома. Она понимает, что это подстава, но не знает, что бандиты, напавшие по дороге были настоящие, поэтому она звонит Чу и прячется у него на вилле.
Из-за отсутствия главного свидетеля обвинения и речи адвоката, в которой ему удается обелить Тхоу, того отпускают.
В скором времени Кевина подставляют, в результате чего его теперь обвиняют в убийстве сослуживца. Он разыскивает Силену и убеждает ту добыть доказательства против Чу Тхоу. В итоге Кевину пришлось взять в заложники начальника полиции, чтобы только доказать, что он никого не убивал, а Тхоу оказался за решеткой.

## В ролях
| Актёр        | Роль                      |
| ------------ | ------------------------- |
| Джеки Чан    | Кевин Чань Какхёй         |
| Мэгги Чун    | девушка Кевина Мэй        |
| Бриджит Линь | Селина Фонг               |
| Лам Куокхун  | суперинтендант Рэймонд Ли |
| Билл Тун     | инспектор Билл Вон        |
| Чу Юань      | Чу Тхоу                   |
| Чарли Чхоу   | Джон Коу                  |
| Дэвид Лау    | адвокат Чу Тхоу Чён       |
| Фун Хакъон   | Дэнни                     |
| Марс         | напарник Кевина Кам       |

## Критика
На сайте Rotten Tomatoes «Полицейская история» получила множество положительных отзывов и рейтинг 83 %. Критики, в основном, хвалили трюки в исполнении Джеки Чана и общую динамику фильма, в итоге, назвав его «отличным боевиком».
Советский кинокритик Сергей Кудрявцев также отметил изобретательные трюки, подчеркнув, что с режиссёрской точки зрения фильм сделан лихо и порой впечатляюще. Однако в общем он оценил фильм на 6.5 баллов из 10.

## Награды и номинации
- 5-я Гонконгская кинопремия:
  - Лучший фильм (победа)
  - Лучшая постановка боевых сцен (победа)
  - Лучший режиссёр
  - Лучший актёр
  - Лучшая актриса
  - Лучшая кинематография
  - Лучшее издание фильма